# Meus Encantos
Meus Encantos é o quarto álbum de estúdio da cantora e compositora Paula Fernandes. Lançado em 29 de maio de 2012 pela Universal Music Brasil. O álbum sertanejo conta com músicas em batida pop/rock e é o terceiro trabalho de Fernandes na Universal Music Brasil.

## Singles
O primeiro single "Long Live" em parceria com Taylor Swift foi lançado em 3 de março como faixa de divulgação do álbum de Fernandes e do álbum ao vivo de Swift.
A segunda música a ser retirada para a divulgação do álbum foi "Eu sem Você". A canção foi lançada em 24 de abril de 2012 e ganhou um videoclipe em 23 de maio do mesmo ano.
A terceira música de trabalho do álbum foi a canção "Cuidar Mais de Mim", lançada em 20 de agosto de 2012. A música também ganhou um videoclipe, que foi gravado ao vivo em um show da cantora, e publicado no canal oficial dela no YouTube em 13 de dezembro de 2012.
Após apresentar a faixa "Mineirinha Ferveu" na novela Salve Jorge, da Rede Globo, acreditava-se que a canção seria o quarto single do álbum, mas a cantora anunciou, em 9 de abril de 2013, através de seu Facebook oficial o lançamento da música "Se o Coração Viajar" como quarto single. A canção ganhou um videoclipe em 11 de junho de 2013.

## Prêmios e indicações
| Ano  | Premiação     | Categoria                        | Resultado |
| ---- | ------------- | -------------------------------- | --------- |
| 2012 | Grammy Latino | Melhor Álbum de Música Sertaneja | Indicado  |

## Lista de faixas
| N.º | Título                                          | Compositor(es)                   | Duração |  |
| 1.  | "Cuidar Mais de Mim"                            | Paula Fernandes                  | 3:51    |  |
| 2.  | "Se o Coração Viajar"                           | Paula Fernandes                  | 4:17    |  |
| 3.  | "Eu sem Você"                                   | Paula Fernandes, Zezé Di Camargo | 3:50    |  |
| 4.  | "Harmonia do Amor" (Participação de Zé Ramalho) | Paula Fernandes, Zé Ramalho      | 4:11    |  |
| 5.  | "Céu Vermelho"                                  | Paula Fernandes                  | 3:17    |  |
| 6.  | "Mineirinha Ferveu"                             | Paula Fernandes, Zezé Di Camargo | 3:13    |  |
| 7.  | "Na Contramão"                                  | Paula Fernandes                  | 3:44    |  |
| 8.  | "Além da Vida"                                  | Paula Fernandes, Victor Chaves   | 4:38    |  |
| 9.  | "Meus Encantos"                                 | Paula Fernandes                  | 4:40    |  |
| 10. | "Barco de Papel"                                | Paula Fernandes                  | 3:36    |  |
| 11. | "Aos Olhos do Tempo"                            | Paula Fernandes                  | 3:33    |  |
| 12. | "Nunca Mais Eu e Você"                          | Paula Fernandes                  | 4:25    |  |
| 13. | "Versos de Amor"                                | Paula Fernandes                  | 3:17    |  |
| 14. | "Hoy Me Voy" (com Juanes)                       | Juanes                           | 4:19    |  |
| 15. | "Long Live" (com Taylor Swift)                  | Taylor Swift                     | 5:15    |  |

## Recepção

### Crítica
Tiago Pacheco Ribeiro, do jornal Hardmúsica, elogiou a performance vocal da cantora bem como as canções "Cuidar Mais de Mim", "Se o coração Viajar" e "Eu sem Você". Ele notou que o álbum tem dificuldades de se impôr à partir da sétima faixa, descrevendo as canções "Harmonia de Amor" e "Meus Encantos" como as faixas que acrescentam algo de inovador e terminou a publicação, justificando: "Paula Fernandes é hoje das melhores vozes da música popular brasileira, mas tal como esta, falta-lhe alguma inovação para que o seu disco se possa valorizar enquanto um todo."

### Comercial
Meus Encantos fez a sua estreia nas tabelas de sucesso pela Top 20 Semanal em território brasileiro ao atingir o número um na edição de 3 de julho de 2012. Posição na qual permaneceu pelas três próximas semanas. Na quarta semana, Fernandes obteve os primeiro e o segundo postos da lista com os álbuns Meus Encantos e Paula Fernandes: Ao Vivo. Em sua primeira semana, o conjunto de faixas foi certificado de platina dupla pela Associação Brasileira dos Produtores de Discos (ABPD). No Brasil, o álbum é o mais vendido de 2012.
Seu sucesso expandiu-se do continente sul-americano ao entrar na edição internacional da Portuguese Albums Chart, tabela de Portugal, na qual seu pico foi ao atingir o número dois. Em sua quinta semana no periódico, a cantora estabeleceu o recorde ao ter três álbuns nas trinta primeiras posições; Meus Encantos na terceira, Paula Fernandes: Ao Vivo na quarta e Pássaro de Fogo na vigésima terceira posição.

## Créditos e pessoal
- Paula Fernandes - voz, violão, arranjos, cabelo e maquiagem
- André Porto - guitarra e violão de 12
- Ricardo Gomes - baixo
- Ricardo Bottaro - teclados, hammond e moog
- Sérgio Saraiva - acordeom e piano
- Márcio Bianchi - bateria
- Márcio Monteiro - guitarra, violão nylon, bandolim e teclado
- Dan Dugmores - banjo, lap steel e pedal steel
- Manut - viola caipira
- Marcus Viana - violino e viola
- Maurílio Rabello - percussão
- Geraldo Vianna - arranjo e regência
- Edson Queiroz de Andrade - spalla
- Ângelo Vasconcellos - violino
- Eliseu Barros - violino
- Fernanda Boaventura - violino
- Filipi Prados - violino
- Gláucia Borges - violino
- Olga Buza - violino
- Sérgio Arraes - violino
- Ravel Lanza - violino
- Vitor Dutra - violino
- Gláucia Barros - viola
- Cleusa Nébias - viola
- Claudison Benfica - viola
- William Barros - viola
- Firmino Cavazza - violoncelo
- João Cândido - violoncelo
- Antônio Viola - violoncelo
- Fausto Borém - contrabaixo
- Sérgio Rabello - violoncelo solo
- Anthonio Marra - vocal coach
- Mariana Brant - vocal coach
- Gê Alves Pinto - direção de arte
- Michael Canno - finalização e tratamento de imagens
- Guto Costa - fotos
- Acrizio Junior - cabelo e maquiagem
- Lita Raies - brincos e acessórios
- Mariana Cezário - produção
- Patrícia Nascimento - figurino (Paula Fernandes)
- Ary Chedid - fotos dos músicos
- Luiz Augusto  - revisão
- Geysa Adnet - coordenação gráfica